# Maleimide

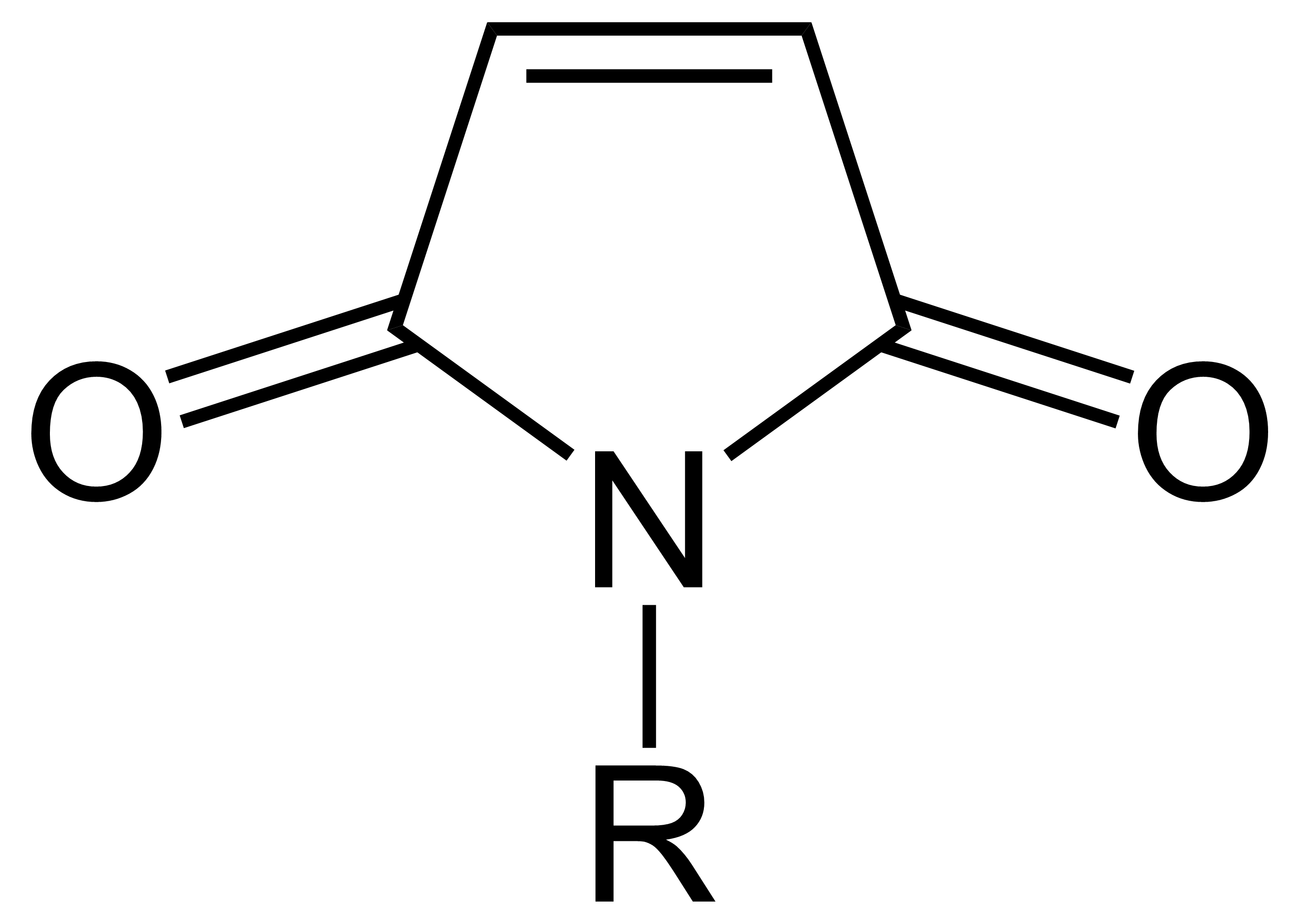
Allgemeine Strukturformel von Maleimiden

Die Maleimide sind eine Gruppe von organisch-chemischen Substanzen. Es handelt sich um Imide der Maleinsäure, die am Stickstoffatom mit einer Alkylgruppe oder Arylgruppe substituiert sind. Sie zeichnen sich durch hohe Reaktivität gegenüber Additionen an die C=C-Doppelbindungen bei Michael-Additionen oder Diels-Alder-Reaktionen aus.

## Gewinnung
Maleimide werden durch eine Reaktion von Maleinsäureanhydrid mit Aminen und anschließender Dehydration hergestellt.

## Verwendung

Bismaleimid-S

Bismaleimide bestehen aus zwei miteinander verbundenen Maleimidgruppen und werden als Vernetzer für hitzebeständige Harze eingesetzt, wie zum Beispiel Bismaleimid auf Basis von 4,4′-Diaminodiphenylmethan.
Maleimid und substituierte Derivate dienen sowohl als Photoinitiatoren als auch als monomere Ausgangsstoffe für anionische oder radikalische Homopolymerisationen und Copolymerisationen. N-Alkylmaleimide und N-Arylmaleimide dienen als polymerisationsfähige Monomere für temperaturbeständige Polyimide und sind Bestandteile von Mischungen zur Beschichtung von Autoteilen, von Dichtmassen an elektronischen Bauteilen sowie von Klebstoffen.
Maleimide finden auch Anwendung in der Photolithographie und in der Bildgebung. In der organischen Synthese sind sie sowohl wichtige Dienophile in Diels-Alder-Reaktionen als auch Alken-Komponenten in 1,3-dipolaren Cycloadditionen sowie [2+2]-Cycloadditionen. Sie sind wichtige Alkene für Michael-Additionen und dienen als Vorstufen zur Synthese von Pyrrolinen, Pyrrolidinen und Pyrrolidonen. Aufgrund ihrer Polyfunktionalität sind sie gut in Tandem-Reaktionen einsetzbar.